# Midila quadrifenestrata
Midila quadrifenestrata là một loài bướm đêm trong họ Crambidae.